# Pyöreäsaari (ö i Kinnula, Ylä-Jäppä)
Pyöreäsaari är en ö i Finland. Den ligger i sjön Ylä-Jäppä och Ala-Jäppä och i kommunen Kinnula i den ekonomiska regionen  Saarijärvi-Viitasaari och landskapet Mellersta Finland, i den centrala delen av landet, 400 km norr om huvudstaden Helsingfors. Öns area är 1,2 hektar och dess största längd är 160 meter i öst-västlig riktning.